# Alpagota
L'Alpagota è una razza di pecora originaria della provincia di Belluno in Veneto (Italia). Prende il nome dalla regione dell'Alpago, zona dove ancora oggi è maggiormente allevata, Troviamo altri allevamenti nella provincia di Padova, Pordenone e Treviso.

## Origini
Le origini di questa razza sono sconosciute, ma condivide un'origine comune con la pecora Lamon, razza originaria della valle omonima tra Feltrino, Primiero e Tesino. È una delle quarantadue razze ovine autoctone locali di distribuzione limitata per le quali un libro genealogico è tenuto dall'Associazione nazionale della Pastorizia, l'associazione nazionale italiana allevatori di pecore.

## Caratteristiche
È una razza di taglia media, è caratterizzata da macchie di colore bruno sulla testa e sulle zampe. Il vello è a boccoli aperti o semiaperti, in genere è di colore bianco e copre tutto il corpo fino agli arti. Ha orecchie di media lunghezza, spesso corte o addirittura assenti.

## Allevamento e produzione
La pecora Alpagota è un animale rustico e frugale, viene allevata facendola pascolare sia nelle aree di fondo valle, che in pascoli ad alta quota. Durante la stagione invernale gli animali sono allevati con foraggi all'interno di stalle. Un tempo questa razza veniva utilizzata a triplice attitudine, ai giorni d'oggi invece viene utilizzata solo per la produzione di carne.